# 小西寬子
小西寬子（日语：／ Konishi Hiroko，1978年12月26日—），日本女性配音員、演員、歌手、創作歌手。出身於埼玉縣川越市。身高161cm。A型血。

## 簡介
以前經歷ARTSVISION（1994年～1996年）→自由身→田邊Agency（1996年後半～1998年）→LMA Records Inc，現在是Office Squirrel所屬。相模女子大學短期大學部生活造形學科、中央大學法學部畢業。

### 生平
小西寬子小時候經常和母親一起去看話劇，對演戲很有興趣，但是後來看了動畫電影《風之谷》因得知有配音員的工作而改此為職志。到了高中時期，小西進入勝田聲優學院、日本播音演技研究所開始學習，從此正式出道。1999年，由小西當時所屬唱片公司EMI音樂日本發行她的單張單曲和單張專輯。次年2000年，小西與NAOMI等人一起組成音樂組合「LITTLE CURE」，並由科樂美數位娛樂的街頭音樂遊戲《Pop'n music 3》收錄了她們親自創作的樂曲。2001年，小西以藝人的身份在東京電視台綜藝節目常駐演出，同年也在電視廣告104的影片中參演。同時還有從事藝人與創作歌手的行程活動。另外，她和同行豐真千子、淺田葉子、芝原千彌子、岡田加奈子共5人曾經組成聲優組合Radish Roxs。
2013年3月，小西以創作歌手的身份復出，同時官方部落格開張。12月，由唱片公司Squirrel*發行睽違13年以創作歌手身份的數位新單曲，並透過商業搭配在日刊體育、afn Parta官網 （页面存档备份，存于）進行通話錄音與手機鈴聲的配送服務，並以數位的方式進一步推出許多樂曲。
2017年11月，小西她以前主演電視動畫《十兵衛 -心形眼罩的秘密-》的導演大地丙太郎在自己的Twitter公開表示，該作品的主角菜之花自由是以小西為原型設計出來的（大地丙太郎說因為在這部動畫裡，也許已經沒有能讓人留下印象的東西了）。
2018年4月，睽違將近20年，文部科學省重新修正並指定作為2020年學習指導要領「特別教材 道德」全新指導用教材，採用了小西在《丸少爺 微小事物的強大力量》（2000年製作）的演出內容。
2019年2月，小西除了為（田中純，集英社）、的主人翁及繪里香這兩位角色的聲音演出和擔當影像製作與企劃製作之外。也在2020年6月以產經數位iRONNA連載團隊的成員身份在YouTube發佈「從一開始理解新冠病毒」總共分前後兩集的影片中擔任片中角色「南風博子」的聲音演出。
2021年6月，以「小西寬子ANALOG singer song」名義在Google新聞上進行發布。並以電子出版出版。

### 動畫《丸少爺》開除事件
2018年6月1日，小西透過Twitter的推文，指控NHK18年前將她演出的動畫《丸少爺》主角一些聲音被用在其它周邊上。然後經由參議員和田政宗透過Twitter的推文，並在《Viking》和《鬧鐘電視》等等談論性節目中進行討論而引發話題。根據當事者小西表示，本來在電視上播出的聲音卻在沒有告知本人的狀況下，被用在玩具周邊上，她透過經紀公司得到的回答是，受到NHK方面的權力騷擾，將小西從該動畫節目中開除。6月20日，NHK放送總局長木田幸紀表示沒有聽說任何指責，說「這是演出者的事，我們已收到意見，目前正在與各個領域討論及應對」。對於與小西方面的說法存在著分歧，小西的負責人發言表示：「小西小姐和辦公室的工作人員一直有禮貌地回應他們曾經製作過一個程序的事實。關於這個事實，我們已經透過製作該節目的相關機構的採訪取得了聯繫，但我們尚未得到對方點出的事實。只能承認在這方面存在著差距」。

### 毀謗名譽
2016年6月29日來自報紙產經新聞社會版的報導，一名居住於神奈川縣相模原市的40多歲男性從2015年6月開始，在網路上不斷發佈對小西做出人身攻擊的不實流言。因此到了2016年3月，小西決定提出刑事告訴。同年6月23日，經過法院審判的結果，判決小西勝訴，而這名中年男子有罪，必須繳併科罰金10萬日圓（約合台幣27217圓）。由於這起案情的過程跟搞笑藝人Smily菊地的毀謗名譽事件（詳細請參照「Smily菊地中傷被害事件 （日語）」）很相似，但小西的毀謗名譽事件在經過法院的審判之後判決被告人有罪，因此實屬罕見。檢方更進一步經由iTmedia在其它文章搜尋中找到相關的查證結果，確定@animeseiyu帳戶的主人就是從以前就開始在網路上寫動畫相關文章的被告中年男性。

## 演出作品
粗體字表示說明飾演的主要角色。

### 電視動畫
1995年
- H2（少年 等）
- 天地無用！（美零）
- 夢幻遊戲（女子A）

1996年
- 玩偶遊戲（中尾翔太）
- 逮捕令（若林瀨奈〈中嶋瀨奈〉）
- 勇者指令達古王（刃柴美奈子）

1997年
- 動畫加油五右衛門（日语：アニメがんばれゴエモン）（冰室蘿蜜耶）
- 怪博士與機器娃娃 (1997年版)（木綠茜[19]、貓B）
- 夢之蠟筆王國（菠菜）

1998年
- 動畫週刊DX！Mi-Pha-Pu（日语：アニメ週刊DX!みいファぷー）
  - 看我這一邊！蜜子（日语：こっちむいて!みい子）（小林由佳 等）
  - 不可思議魔法藥店（日语：ふしぎ魔法ファンファンファーマシィー）（波普里〈西野薰〉）
  - （母親）
- 抓狂一族（菊池茜）
- 丸少爺（之上邪流丸〈初代〉）
- 性感指令外傳 好厲害啊!! 勝先生（日语：セクシーコマンドー外伝 すごいよ!!マサルさん）（北原萌惠〈萌萌〉）
- （相澤桃子）
- 聖路美娜女學院（日语：聖ルミナス女学院）（加部雫）
- DT戰士（日语：DTエイトロン）
- D4朵莉絲（我王ねじる）
- 吹泡糖危機2040（ネネ·ロマノーヴァ）
- 炸彈人 彈珠人爆外傳（粉紅寶）
- 在夢中相遇（日语：夢で逢えたら (漫画)）（濱岡美帆）

1999年
- 小魔女DoReMi（黑黑）
- 此時此刻的我（小布）
- 宇宙海盜大冒險 兩個人格的女王（日语：宇宙海賊ミトの大冒険）（陽怒）
- 金田一少年之事件簿（1999～2000，吉野音美、水城巫琴〈阿奈特〉）
- 十兵衛 -心形眼罩的秘密-（菜之花自由）
- 數碼寶貝大冒險（高石岳）
- 天使不設防！（米路奇[20]）
- 魔法使俱樂部（澤野口沙繪）

2000年
- 捍衛者（防人操[21]、女孩子A）

### OVA
1996年
- Idol Project（日语：アイドルプロジェクト）
- 變色龍6（日语：カメレオン (漫画)）（相澤純菜）
- GALL FORCE The Revolution（日语：ガルフォース）（庫克）
- 紺碧艦隊（男孩子）
- 特務戰隊Shinesman（日语：特務戦隊シャインズマン）（女性社員A）
- BRONZE ZETSUAI since 1989（日语：絶愛-1989-）（護理人員A）
- 寶魔獵人萊姆（日语：宝魔ハンターライム）（店員）
- 魔法使俱樂部（澤野口沙繪）

1997年
- AIKa（相田里緒）
- Ninja者（日语：Ninja者）（櫻花）
- CPU辣妹（日语：ぶっとび!!CPU）（島田加奈子）

1998年
- 世紀末領袖傳外傳（日语：世紀末リーダー外伝たけし!）（今井滿）
- 在夢中相遇（日语：夢で逢えたら (漫画)）（濱岡美帆）

1999年
- 太陽之船（日语：太陽の船 ソルビアンカ）（梅奧）

2000年
- 世間恐怖的日本昔話（女子、女孩、美女B）

### 電影動畫
1997年
- 魔法學園露娜！青龍的秘密 -Supoko魔法作戰-（日语：LUNAR#アニメ映画）（莉娜）

1999年
- （木綠茜）

2000年
- 丸少爺：約定之夏 邪留與瀨見羅（之上邪流丸）
- 數碼寶貝大冒險：我們的戰爭遊戲！（高石岳）

### 遊戲
1995年
- 戰國戰神 藤丸地獄變（日语：戦国サイバー 藤丸地獄変）（朧影的小要、韋駄天風子、小夜、音無之萌）
- （贊那·阿拉）

1996年
- （皮耶拉·莫特夏恩）
- NOëL ～La neige～（日语：NOeL）（學生）
- 春風戰隊V Force（日语：はるかぜ戦隊Vフォース）（吉崎繪裡子、莉黛亞·杜威那）
- 美少女纏組（日语：ファイアーウーマン纏組）（檸檬）
- 魔法學園LUNAR！（日语：LUNAR さんぽする学園）（雷娜）
- 洛克人8 金屬英雄們（蘿露）

1997年
- 魔域幽靈：救世主 The Lord of Vampire（莉莉絲（日语：リリス (ヴァンパイア)））
- 魔域幽靈：救世主2 The Lord of Vampire（莉莉絲）
- 續 初戀物語 ～修學旅行～（日语：続 初恋物語 〜修学旅行〜）（松原葉月）
- （慧普）
- 無人島物語R ～Survival life in the uninhabited region～（薗村薰子）
- 龍機傳承2（米露琪·佳鈴）
- 洛克人賽車（日语：ロックマン バトル&チェイス）（蘿露、冰凍人）

1998年
- 英雄志願 GAL ACT HEROISM（日语：英雄志願）（普莉西拉）
- 心動一百（日语：どきどきポヤッチオ）（辛西亞）
- 膝上的同居人 ～Kitty on your lap～（日语：ひざの上の同居人）（小谷薰）
- 勇敢的劍士 武藏傳（敏特）
- 純愛騎士（日语：みつめてナイト）（蘇菲雅·洛蓓琳格）
- 純愛騎士R 大冒險篇（日语：みつめてナイトR 大冒険編）（蘇菲雅·洛蓓琳格）

1999年
- Captain Love（日语：キャプテン・ラヴ）（近藤香織）
- 捍衛者（防人操）
- 火星計劃 2（奈倉舞香）
- Sonata（日语：ソナタ (ゲーム)）（ZZ1-AOI、葵南藍月、南山葵）
- 洛克人dash 多蓉與哥布（日语：トロンにコブン）（瑪瑪蕾多）
- High School of Blitz（宗菜花）
- 女神異聞錄2罪（莉莎·西爾巴曼）
- （阿賀野睦月）
- 悠久幻想曲3 Perpetual Blue（日语：悠久幻想曲）（雪兒·亞齊斯）
- Little Lovers SHE SO GAME（日语：Little Lovers SHE SO GAME）（荻原奈奈）
- Revive ～蘇生～（日语：Revive 〜蘇生〜）

2000年
- 明天戀愛了 ～Prime Beat Planet～（日语：あすは恋して〜 Prime Beat Planet 〜）（坂本水葉）
- Kanon（美坂栞）
- 冒險奇譚II（日语：グランディアII）（艾雷娜）
- （芥川明）
- 女神異聞錄2罰（梅塔·莉莎）
- 悠久組曲 All Star Project（日语：悠久幻想曲）（雪兒·亞齊斯）
- 可愛的流行麻將2（日语：ラブリーポップ麻雀 雀々しましょ）（唐澤涼子）

2001年
- 數碼寶貝大冒險 戰鬥進化（高石岳）

2002年
- 聖騎士之戰XX（日语：GUILTY GEAR XX）（布理姬德（日语：ブリジット (GUILTY GEAR)））

2003年
- 聖騎士之戰XX #RELOAD（布理姬德）

2005年
- 聖騎士之戰XX／-SLASH-（布理姬德）

2011年
- 女神異聞錄2 罪 INNOCENT SIN（莉莎·西爾巴曼）

2012年
- 女神異聞錄2 罪 ETERNAL PUNISHMENT（金屬莉莎、莉莎·西爾巴曼）

### 廣播劇CD
1994年
- 人間俱樂部（日语：人間倶楽部）（潤）

1995年
- I LOVE HER 1995集英社CD書（三賀花）
- EXODUS Guilty（日语：エクソダスギルティー）（蒂蒂）
- CD廣播劇「英雄傳說IV 朱紅的淚」（艾梅爾）
- 新·春香傳

1996年
- 太陽少女印加（日语：太陽の少女インカちゃん）（中米真矢）
- Magazine CD書「金田一少年之事件簿 惡魔組曲殺人事件」（御堂優歌）
- 魔法使俱樂部 歌曲、浴衣、民族舞蹈（澤野口沙繪）
- 兵蜂PARADISE 3（OL、護士）

1997年
- 逮捕令 墨東互聯網（若林瀨奈〈中嶋瀨奈〉）

1998年
- 純愛騎士（日语：みつめてナイト）（蘇菲雅·洛蓓琳格）

1999年
- 花與夢原創廣播劇CD「魔法水果籃」（本田透）
- 廣播劇「究極瘋狂大射擊（日语：究極パロディウス）」
- 廣播劇CD「Wish」（琥珀）
- 廣播劇CD「兵蜂PARADISE3」 炸藥炸藥光盤 初回限定購入者特典2（米露琪）

2000年
- 數碼寶貝大冒險 角色歌曲＋迷你劇場(2)(3)（高石岳）
- 女神異聞錄2 罪與罰 ～無止境的青春～（莉莎·西爾巴曼）

### 廣播節目
東海電台
- （1996年10月－1997年4月）

文化放送
- CLUB db STATION（日语：CLUB db）「究極瘋狂大射擊（日语：究極パロディウス）」（1997年5月）
- 蘇菲雅的純愛（日语：みつめてナイト#ラジオ）（1997年10月－1998年4月）

其它電台
- CLUB P-kan Street（Music Bird（日语：ミュージックバード））

### 外語配音

#### 電影
| 作品年份 | 作品名稱     | 配演角色    | 演員          | 媒介     |
| -------- | ------------ | ----------- | ------------- | -------- |
| 1997     | 春風化雨1996 | 格特魯德·蘭 | 艾麗西亞·維特 | 影碟版本 |

### 電視廣告
- 104（2001年，篇、篇）[22]

### 旁白
- （2001年－2002年，東京電視台）

### 電視節目
- （TOKYO MX，節目主持人）
- 聲♥遊俱樂部（日语：声・遊倶楽部）（東京電視台，以Pi成員身份演出）
- （東京電視台，固定演出）

### 執筆活動
- 產業數位『iRONNA』（2016年12月－）[23]
- Google新聞等『ANALOG singer song』（2021年6月 - ）[24]

### 其它
1994年
- 志摩西班牙村音樂劇「唐吉訶德的瑪希卡展覽會」（村莊少女）

2000年
- 丸少爺 微小事物的強大力量[25]（之上邪流丸）[注 2]

2014年
- 數位單曲新年禮物計劃迷你劇（2014年1月發佈）

2019年
- 宣傳動畫（なっちゃん、繪里香）[8]

2020年
- 產經數位 iRONNA 小西寬子的第二意見「從一開始理解新冠病毒」前篇／後篇（南風博子）[9]

## 音樂作品

### 單曲
| 枚數 | 發行日期      | 單曲名稱（日文名稱） | 規格編號  | 商業搭配                                    |
| ---- | ------------- | -------------------- | --------- | ------------------------------------------- |
| 1st  | 1996年3月13日 | Nobody Knows         | TYDY-2067 |                                             |
| 2nd  | 1999年8月6日  | Don't Love           | TYDY-2125 | 東京電視台電視節目《Music Break》片頭主題曲 |

### 專輯
| 枚數 | 發行日期       | 專輯名稱（日文名稱） | 規格編號   |
| ---- | -------------- | -------------------- | ---------- |
| 1st  | 1999年10月27日 | NOVELETTE            | TYCY-10025 |
| 2nd  | 2020年8月10日  | 1975                 | DSQI-20815 |

### 網路發佈樂曲
| 發佈日期       | 樂曲名稱                  | 規格編號   |
| -------------- | ------------------------- | ---------- |
| 2013年12月12日 |                           | DSQI-12011 |
| 2014年12月24日 | BUT SHE WAS IN LOVE       | DSQI-12012 |
| 2015年3月29日  | AN AMULET IN HIS POCKET   | DSQI-12013 |
| 2015年12月24日 | YOU ALWAYS STAY BY ME     | DSQI-12014 |
| 2016年1月11日  | Her name was Ka Leo       | DSQI-12015 |
| 2016年6月9日   | She may be here           | DSQI-12016 |
| 2017年2月28日  | WHEELCHAIR                | DSQI-12017 |
| 2017年12月24日 | ANATA NI ARIGATO          | DSWG-11011 |
| 2019年3月12日  | She may be here（鎮魂歌） |            |
| 2020年5月16日  | 23歳                      | DSWG-12011 |
| 2020年8月10日  |                           | DSQI-20817 |
| 2020年8月10日  |                           | DSQI-12818 |
| 2020年8月10日  |                           | DSQI-12819 |
| 2020年8月10日  |                           | DSQI-12820 |
| 2020年8月10日  |                           | DSQI-12816 |

### 聲優組合
LITTLE CURE
- SILVER E·TUDE（2000年5月20日 COCA-15360）
  - SILVER E·TUDE
  - Fall in with all
  - No,no,TENSION
  - Dear,Natary
- bit of love（2000年7月20日 COCA-15367）
  - bit of love ～full Ver.～
  - Leo into the Universe

### 角色歌曲
| 發行日期 | 標題                                                            | 名義 | 曲名                                                                | 備註                                      |
| 1995年   | 1995年                                                          | 1995年 | 1995年                                                              | 1995年                                    |
| -------- | --------------------------------------------------------------- | --- | ------------------------------------------------------------------- | ----------------------------------------- |
| 12月1日  | 原聲劇場「」                                                    | 小西寬子 | 「」                                                                | 《》相關歌曲                              |
| 1996年   |                                                                 | |                                                                     |                                           |
| 2月28日  | GIRLS SUNSHINE                                                  | NINJAGIRLS（櫻花（小西寬子）、茉理（中島麻實）、夢（宮仁美））                                                 | 「GIRLS SUNSHINE」                                                  | OVA《Ninja者》相關歌曲                    |
| 4月17日  |                                                                 | 魔法使隊 | 「」                                                                | OVA《魔法使俱樂部》片頭主題曲             |
| 6月12日  | 魔法使俱樂部 Special1                                           | 澤野口沙繪（小西寬子）                                                                                         | 「」                                                                | OVA《魔法使俱樂部》相關歌曲               |
| 9月21日  | 續·初戀物語 ～修學旅行SONG COLLECTION                           | 松原葉月（小西寬子）                                                                                           | 「」                                                                | 遊戲《續·初戀物語 ～修學旅行～》相關歌曲  |
| 12月11日 | 魔法使俱樂部 歌曲、浴衣、民族舞蹈                               | 澤野口沙繪（小西寬子）、中富七香（飯塚雅弓）、愛川茜（岩男潤子）、高倉武男（小野昌也）、油壺綾之丞（子安武人） | 「」                                                                | OVA《魔法使俱樂部》相關歌曲               |
| 12月11日 | 魔法使俱樂部 歌曲、浴衣、民族舞蹈                               | 魔法使隊 | 「The Magic Girl's Medley」                                         | OVA《魔法使俱樂部》相關歌曲               |
| 1997年   |                                                                 | |                                                                     |                                           |
| 5月21日  | SILENT CITY                                                     | 相田里緒（小西寬子）                                                                                           | 「More Natural」                                                    | OVA《AIKa》片尾主題曲                     |
| 8月27日  | 魔法使俱樂部 戀愛、魔法、新歌                                   | 澤野口沙繪（小西寬子）、中富七香（飯塚雅弓）、愛川茜（岩男潤子）、高倉武男（小野昌也）、油壺綾之丞（子安武人） | 「」                                                                | OVA《魔法使俱樂部》相關歌曲               |
| 8月27日  | 魔法使俱樂部 戀愛、魔法、新歌                                   | 澤野口沙繪（小西寬子）                                                                                         | 「」 「」                                                           | OVA《魔法使俱樂部》相關歌曲               |
| 9月22日  |                                                                 | 相模大野千惠（根谷美智子）、瀨名（小西寬子）                                                                   | 「」                                                                | 電視動畫《逮捕令》相關歌曲                |
| 1998年   |                                                                 | |                                                                     |                                           |
| 3月4日   | 兵蜂PARADISE 5週年紀念                                          | 米露琪（小西寬子）                                                                                             | 「」                                                                | 《兵蜂PARADISE》相關歌曲                  |
| 3月27日  | 加油五右衛門 原聲音樂 Vol.2                                     | 冰室蘿蜜耶（小西寬子）                                                                                         | 「」                                                                | 《動畫加油五右衛門》相關歌曲              |
| 6月5日   |                                                                 | 蘇菲雅·洛蓓琳格（小西寬子）                                                                                    | 「」 「」 「」                                                      | 遊戲《純愛騎士》相關歌曲                  |
| 7月1日   | 「英雄志願」原聲音樂                                            | 普莉西拉（小西寬子）、梅伊（前田千亞紀）                                                                       | 「SWEET SWEET MEMORY-S」                                            | 遊戲《英雄志願》相關歌曲                  |
| 7月24日  | 純愛騎士 第1卷 入國 ～ENTRANCE～                                | 蘇菲雅·洛蓓琳格（小西寬子）                                                                                    | 「」                                                                | 遊戲《純愛騎士》相關歌曲                  |
| 10月9日  | 蘇菲雅                                                          | 蘇菲雅·洛蓓琳格（小西寬子）                                                                                    | 「」 「」 「」 「」 「」 「Rain or Shine」 「」 「」 「」 「」 「」 | 遊戲《純愛騎士》相關歌曲                  |
| 10月15日 | 抓狂一族 原聲音樂3                                              | 菊池茜（小西寬子）                                                                                             | 「」                                                                | 電視動畫《抓狂一族》相關歌曲              |
| 10月23日 | 純愛騎士 第4卷 時限 ～LIMIT～                                   | 蘇菲雅·洛蓓琳格（小西寬子）                                                                                    | 「」                                                                | 遊戲《純愛騎士》相關歌曲                  |
| 12月23日 | 純愛騎士R 原聲音樂                                              | 蘇菲雅·洛蓓琳格（小西寬子）                                                                                    | 「」 「」                                                           | 遊戲《純愛騎士みつめてナイト》相關歌曲    |
| 1999年   |                                                                 | |                                                                     |                                           |
| 2月24日  | 「在夢中相遇」原聲音樂                                          | 濱岡美帆（小西寬子）                                                                                           | 「EN PRIVE」                                                        | 動畫《在夢中相遇》相關歌曲                |
| 3月17日  | Sonata 原聲音樂                                                 | 南山葵（小西寬子）                                                                                             | 「」                                                                | 遊戲《Sonata》相關歌曲                    |
| 4月21日  | Little Lovers SHE SO GAME Little Love Letters 5th Mail 綠丘高校 | 荻原奈奈（小西寬子）                                                                                           | 「PERFECT WORLD」 「Stay With Me」                                  | 遊戲《Little Lovers SHE SO GAME》相關歌曲 |
| 6月23日  | 未放映地區原聲音樂                                              | 轉學生Lovelyz（菜之花自由〈小西寬子〉、丸山翔子〈生駒治美〉）                                                  | 「」 「」                                                           | 電視動畫《十兵衛》相關歌曲                |
| 7月7日   |                                                                 | 坂之上邪流丸（小西寬子）、田村和真（渕崎有里子）、電蟲三十郎（岩坪理江）                                           | 「」 「」                                                           | 電視動畫《丸少爺》相關歌曲                |
| 7月16日  | Over the rainbow                                                | 魔法使隊 | 「Over the rainbow」                                                | OVA《魔法使俱樂部》相關歌曲               |
| 8月6日   | 女神異聞錄2 罪 原聲音樂〈完全收錄盤〉                           | MUSES（小西寬子）                                                                                              | 「JOKER」                                                           | 遊戲《女神異聞錄2》相關歌曲               |
| 12月17日 | 捍衛者 Vocal Album                                              | 防人操（小西寬子）                                                                                             | 「」                                                                | 電視動畫《捍衛者》相關歌曲                |
| 2000年   |                                                                 | |                                                                     |                                           |
| 7月1日   | 數碼寶貝大冒險 角色歌曲 + 迷你廣播劇 3                          | 高石岳（小西寬子）                                                                                             | 「」                                                                | 電視動畫《數碼寶貝大冒險》相關歌曲        |
| 3月1日   | Jang Jang Shima Show 2                                          | TINKER BELL（唐澤涼子〈小西寬子〉、小倉胡桃〈川澄綾子〉、江本千尋〈夏樹莉緒〉、真木瀨百合〈木村亞希子〉）      | 「」                                                                | 可愛的流行麻將《來玩麻將吧2》相關歌曲     |
| 2003年   |                                                                 | |                                                                     |                                           |
| 8月22日  | 不可思議魔法藥店 SPECIAL SOUND TRACK                            | 波普里（小西寬子）、富貴子（松島實）                                                                           | 「」                                                                | 電視動畫《不可思議魔法藥店》相關歌曲      |
| 8月22日  | 不可思議魔法藥店 SPECIAL SOUND TRACK                            | 波普里（小西寬子）                                                                                             | 「」 「」                                                           | 電視動畫《不可思議魔法藥店》相關歌曲      |

### 其它參加作品
| 發行日期 | 標題         | 名義                                                                | 曲名                    | 備註                                     |
| 1998年   | 1998年       | 1998年                                                              | 1998年                  | 1998年                                   |
| -------- | ------------ | ------------------------------------------------------------------- | ----------------------- | ---------------------------------------- |
| 1月24日  | First Impact | Radish Roxs（淺田葉子、芝原千彌子、豐真千子、岡田加奈子、小西寬子） | 「MY ENERGY」 「」 「」 | 廣播節目《超機動放送A/G Master》相關歌曲 |

## 腳註

## 外部連結
- 小西寬子的X（前Twitter） （日語）
- 小西寬子 （页面存档备份，存于） （日語）－iRONNA
- YouTube上的小西寬子頻道 （日語）
- Hiroko Konishi "Bearclaw Spruce Top" （日語）－小西寬子的官方個人部落格。